# Day'Ron Sharpe
Pour les articles homonymes, voir Sharpe.
Day'Ron Yusha Sharpe, né le 6 novembre 2001 à Greenville en Caroline du Nord, est un joueur américain de basket-ball évoluant au poste de pivot et mesurant 2,06 m.

## Biographie

### Carrière universitaire
Entre 2020 et 2021, il joue pour les Tar Heels de la Caroline du Nord.

### Carrière professionnelle

#### Nets de Brooklyn (depuis 2021)
Le 29 juillet 2021, il est sélectionné à la 29e position de la draft 2021 de la NBA par les Suns de Phoenix puis échangé dans la foulée aux Nets de Brooklyn avec Jevon Carter contre Landry Shamet qui rejoint donc les Suns de Phoenix. Il joue son premier match le 23 octobre 2021 lors d'une défaite 111 à 95 contre les Hornets de Charlotte (NBA) mais n'inscrit ses premiers points que lors de son second match avec une victoire 104 à 90 contre les Wizards de Washington avec 2 points marqués (1/1 aux tirs). Le 12 janvier 2022, il réalise une excellente performance lors de sa première titularisation en carrière avec une victoire 138 à 112 contre les Bulls de Chicago avec 20 points (10/14 aux tirs), 7 rebonds et 1 contre.

## Statistiques

### Universitaires
Les statistiques de Day'Ron Sharpe en matchs universitaires sont les suivantes :
| Saison    | Équipe           | Matchs | Titul. | Min./m | % Tir | % 3pts | % LF | Rbds/m. | Pass/m. | Int/m. | Ctr/m. | Pts/m. |
| --------- | ---------------- | ------ | ------ | ------ | ----- | ------ | ---- | ------- | ------- | ------ | ------ | ------ |
| 2020-2021 | Caroline du Nord | 29     | 4      | 19,2   | 51,9  | 0,0    | 50,5 | 7,55    | 1,45    | 0,79   | 0,90   | 9,48   |
| Carrière  | Carrière         | 29     | 4      | 19,2   | 51,9  | 0,0    | 50,5 | 7,55    | 1,45    | 0,79   | 0,90   | 9,48   |

### Professionnelles

#### Saison régulière
| Saison    | Équipe   | Matchs | Titul. | Min./m | % Tir | % 3pts | % LF | Rbds/m. | Pass/m. | Int/m. | Ctr/m. | Pts/m. |
| --------- | -------- | ------ | ------ | ------ | ----- | ------ | ---- | ------- | ------- | ------ | ------ | ------ |
| 2021-2022 | Brooklyn | 32     | 8      | 12,2   | 57,7  | 28,6   | 58,5 | 5,00    | 0,53    | 0,31   | 0,47   | 6,19   |
| 2022-2023 | Brooklyn | 48     | 3      | 11,5   | 54,4  | 54,5   | 63,6 | 4,17    | 0,77    | 0,31   | 0,67   | 4,73   |
| 2023-2024 | Brooklyn | 61     | 1      | 15,1   | 57,1  | 26,7   | 61,0 | 6,38    | 1,39    | 0,39   | 0,72   | 6,80   |
| 2024-2025 | Brooklyn | 50     | 2      | 18,1   | 52,1  | 24,4   | 75,7 | 6,60    | 1,82    | 0,82   | 0,84   | 7,94   |
| Carrière  | Carrière | 191    | 14     | 14,5   | 55,0  | 29,5   | 64,8 | 5,65    | 1,20    | 0,47   | 0,70   | 6,48   |

#### Playoffs
| Saison   | Équipe   | Matchs | Titul. | Min./m | % Tir | % 3pts | % LF  | Rbds/m. | Pass/m. | Int/m. | Ctr/m. | Pts/m. |
| -------- | -------- | ------ | ------ | ------ | ----- | ------ | ----- | ------- | ------- | ------ | ------ | ------ |
| 2022     | Brooklyn | 1      | 0      | 0,0    | –     | –      | –     | 0,00    | 0,00    | 0,00   | 0,00   | 0,00   |
| 2023     | Brooklyn | 2      | 0      | 9,8    | 66,7  | 0,0    | 100,0 | 3,00    | 2,50    | 0,00   | 0,50   | 3,00   |
| Carrière | Carrière | 3      | 0      | 6,7    | 66,7  | 0,0    | 100,0 | 2,00    | 1,67    | 0,00   | 0,33   | 2,00   |

## Records sur une rencontre en NBA
Les records personnels de Day'Ron Sharpe en NBA sont les suivants, :
| Type de statistique        | Saison régulière | Saison régulière                | Saison régulière | Playoffs | Playoffs                | Playoffs      |
| Type de statistique        | Record           | Adversaire                      | Date             | Record   | Adversaire              | Date          |
| -------------------------- | ---------------- | ------------------------------- | ---------------- | -------- | ----------------------- | ------------- |
| Points                     | 25               | Thunder d'Oklahoma City         | 26 février 2025  | 6        | @ 76ers de Philadelphie | 15 avril 2023 |
| Paniers marqués            | 10               | @ Bulls de Chicago              | 12 janvier 2022  | 2        | @ 76ers de Philadelphie | 15 avril 2023 |
| Paniers tentés             | 14               | 2 fois                          | 2 fois           | 3        | @ 76ers de Philadelphie | 15 avril 2023 |
| Paniers à 3 points réussis | 2                | 2 fois                          | 2 fois           | -        | -                       | -             |
| Paniers à 3 points tentés  | 4                | 2 fois                          | 2 fois           | -        | -                       | -             |
| Lancers francs réussis     | 7                | Thunder d'Oklahoma City         | 26 février 2025  | 2        | @ 76ers de Philadelphie | 15 avril 2023 |
| Lancers francs tentés      | 8                | Celtics de Boston               | 4 novembre 2023  | 2        | @ 76ers de Philadelphie | 15 avril 2023 |
| Rebonds offensifs          | 9                | 5 fois                          | 5 fois           | 2        | @ 76ers de Philadelphie | 15 avril 2023 |
| Rebonds défensifs          | 9                | 3 fois                          | 3 fois           | 4        | @ 76ers de Philadelphie | 15 avril 2023 |
| Rebonds totaux             | 17               | Pelicans de La Nouvelle-Orléans | 19 mars 2024     | 6        | @ 76ers de Philadelphie | 15 avril 2023 |
| Passes décisives           | 5                | 3 fois                          | 3 fois           | 4        | @ 76ers de Philadelphie | 15 avril 2023 |
| Interceptions              | 3                | 2 fois                          | 2 fois           | -        | -                       | -             |
| Contres                    | 4                | 2 fois                          | 2 fois           | 1        | @ 76ers de Philadelphie | 15 avril 2023 |
| Balles perdues             | 4                | 5 fois                          | 5 fois           | 2        | @ 76ers de Philadelphie | 15 avril 2023 |
| Minutes jouées             | 32               | @ Pacers de l'Indiana           | 10 décembre 2022 | 17       | @ 76ers de Philadelphie | 15 avril 2023 |

- Double-double : 13
- Triple-double : 0

Dernière mise à jour : 26 février 2025

## Distinctions personnelles
- ACC All-Freshman Team (2021)
- McDonald's All-American (2020)
- Jordan Brand Classic (2020)
- Nike Hoop Summit (2020)